# 90-й отдельный инженерный батальон
90-й отдельный инженерный батальон — воинское подразделение Вооружённых сил СССР во время Великой Отечественной войны.

## История
Дата и место формирования не установлены.
В составе действующей армии с 14.02.1942 по 23.10.1942 года.
Действовал на Крайнем Севере с момента поступления в действующую армию. В конце октября 1942 года отведён в Архангельск (?), где 01.12.1942 переформирован в 5-й отдельный инженерно-сапёрный батальон.

## Подчинение
| Дата            | Фронт (округ)    | Армия      | Корпус | Примечания |
| --------------- | ---------------- | ---------- | ------ | ---------- |
| 01.03.1942 года | -                | -          | -      | данных нет |
| 01.04.1942 года | Карельский фронт | -          | -      | -          |
| 01.05.1942 года | Карельский фронт | -          | -      | -          |
| 01.06.1942 года | Карельский фронт | 14-я армия | -      | -          |
| 01.07.1942 года | Карельский фронт | 14-я армия | -      | -          |
| 01.08.1942 года | Карельский фронт | 14-я армия | -      | -          |
| 01.09.1942 года | Карельский фронт | 14-я армия | -      | -          |
| 01.10.1942 года | Карельский фронт | 14-я армия | -      | -          |

## Другие инженерно-сапёрные формирования с тем же номером
- 90-й отдельный сапёрный батальон 3-го танкового корпуса
- 90-й отдельный сапёрный батальон 100-й стрелковой дивизии 1-го формирования
- 90-й отдельный инженерно-минный батальон
- 90-й отдельный штурмовой инженерно-сапёрный батальон